# Brian Jossie
Brian Jossie (4 de julio de 1977) es un luchador profesional y mánager estadounidense, conocido por su trabajo desde 2007 hasta 2012 en la World Wrestling Entertainment/WWE bajo los nombres de A.W. y Abraham Washington.

## Carrera

### World Wrestling Entertainment / WWE (2007-2012)
Jossie firmó un contrato de desarrollo con la WWE, siendo enviado a su territorio de desarrollo, la Florida Championship Wrestling (FCW). En febrero de 2009, hizo su debut bajo su verdadero nombre, sin ningún tipo de gimmick. Al poco, desarrollaron un gimmick presidencial, siendo nombrado como General Mánager de la FCW, primero bajo el nombre de Abraham Saddam Washington, y después, Abraham Obama Washington.
Jossie hizo su debut el 30 de junio del 2009, usando el nombre de Abraham Washington, inaugurando un programa de entrevistas llamado Abraham Washington Show. Entrevistó a The Bella Twins, ocasionando una pelea entre ellas. Desde entonces ha entrevistado a luchadores como Christian, Tommy Dreamer, Gregory Helms, Zack Ryder, Goldust y John Morrison. Tony Atlas actuaba como su compañero.
En marzo de 2010, después del cierre de la ECW, regresó a FCW simplemente como Abraham Washington, estableciéndose como comentarista y entrevistador. El 14 de noviembre, tuvo su primer combate en año y medio, volviendo a luchar regularmente.
Hizo su regreso al roster principal en RAW el 2 de abril de 2012, proponiéndole a Mark Henry ser su Mánager. Luego se estableció como el mánager de Primo & Epico, prometiéndoles recuperar los Campeonatos en Parejas. Debido a que se les pasó la cláusula de revancha, les incluyó en una lucha en No Way Out, pero les traicionó a favor de sus nuevos clientes, The Prime Time Players (Titus O'Neil & Darren Young), dándoles la victoria. Sin embargo, durante la emisión de RAW del 30 de julio de 2012, mientras actuaba como mánager de O'Neil, hizo una referencia al caso de violación del jugador de baloncesto Kobe Bryant, diciendo "Titus O'Neil es como Kobe Bryant en un hotel en Colorado. Es imparable" ("Titus O'Neil is like Kobe Bryant at a hotel (room) in Colorado. He's unstoppable!!"). Cuando el programa regresó de los anuncios, el comentarista Michael Cole se disculpó en vivo en nombre de la WWE y, esa misma noche, Jossie hizo lo mismo por Twitter, diciendo que "no había malas intenciones detrás de esa broma" ("there was no malicious intent behind the joke."). 
Además, la WWE volvió a disculparse en TMZ.com, diciendo que "A.W. había hecho un comentario inapropiado y la WWE inmediatamente se disculpó. La WWE ha tomado las medidas apropiadas" ("A. W. made an inappropriate comment and WWE immediately apologized. WWE has taken appropriate action in the matter."). Sin embargo, el prepresentante de la WWE no especificó a qué medidas se referían. Este incidente fue objeto de discusión el 1 de agosto de 2012 en el programa de la ESPN Around The Horn, donde el analista de ESPN y columnista del Miami Herald Israel Gutierrez criticó a la WWE por el incidente, a pesar de que el comentario no fue planeado por la empresa, sino que lo hizo Jossie. Finalmente, el 10 de agosto fue despedido de la empresa.

## En lucha
- Movimientos finales
  - The Business[10] (Cutthroat neckbreaker slam)

- Movimientos de firma
  - In Your Face[10] (Running delayed spinning elbow drop con burlas)

- Luchadores dirigidos
  - Brad Maddox
  - Primo & Epico
  - The Prime Time Players (Titus O'Neil & Darren Young)

## Campeonatos y logros
- Pro Wrestling Illustrated
  - Situado en el Nº474 en los PWI 500 de 2011[11]